# Roberto Blanco Moheno
Roberto Blanco Moheno (n. Cosautlán de Carvajal, Veracruz; 1920 - f. Ciudad de México; 12 de enero de 2001) fue un novelista, historiador y periodista mexicano.

## Trayectoria
Comenzó muy joven como periodista en el Batalla que era el Órgano Estudiantil de la Universidad. En 1941 ingresó en calidad de redactor a la revista Hoy y en 1946 para el semanario ¡Ya!. Colaboró para infinidad de revistas y diarios mexicanos entre ellos El Universal, Excélsior y la revista Siempre!.
De él escribe Carlos Monsiváis; "coincide socialmente con el momento de la aparición en México del muckraker, el 'expositor de ruindades', el reportero de denuncia que 'escarba' en los basureros del capitalismo y en los primeros años del siglo hace posible el crecimiento del periodismo norteamericano. Él es ajeno a la pasión denunciatoria y a la coherencia política de Lincoln Steffens o Upton Sinclair; pero comparte con el  muckraking  varias características: el disfraz de 'política informativa de clase' que mal oculta el acatamiento de las normas; el chovinismo; la indignación moral actuada de la mitología liberal; la inconsistencia ideológica. Pero si Blanco Moheno no es muckraker -'escarba' poco y predica demasiado: es más declamador que reportero- sí anuncia el periodismo de esta índole".
En el movimiento de 1968 en México Blanco Moheno sostuvo un rol oficialista, mismo que quedó plasmado en su libro Tlatelolco. Historia De Una Infamia.

## Obras
- Cuando Cárdenas Nos Dio La Tierra (1952), obra en la que se basó la cinta Y Dios la llamó Tierra, dirigida en 1960 por Carlos Toussaint
- Crónica De La Revolución Mexicana (1957), obra escrita en tres tomos
- Jicaltepec (1958)
- Juárez Ante Dios y Ante Los Hombres (1959)
- Este México Nuestro (1960).
- Un Son Que Canta En El Río. (1962)
- El Cardenismo (1963)
- Pancho Villa Que Es Su Padre (1969)
- Tlatelolco. Historia De Una Infamia (1969)
- Zapata (1970)
- Tata Lázaro (1971)
- Historia de Dos Curas Revolucionarios: Hidalgo y Morelos (1972)
- Historia de Estupidez Política (1974)
- La Noticia Detrás de La Noticia (1966)
- La Corrupción en México (1979).
- Ya Con Está Me Despido, Mi Vida, Pero La de Los Demás (1986)
- Iturbide y Santa Ana los años terribles de la infancia nacional (1991)